# Милениум Център
„Милениум център“ в София представлява комплекс от 3 различни по вид и предназначение сгради.

## Местоположение
Комплексът се намира между бул. „Витоша“, бул. „Пенчо Славейков“ и бул. „България“, в близост до НДК.

## Структура
Архитектурното решение на комплекса е общо 5-етажно тяло, от което израстват 3 високи обема. Централно разположен е 5-звезден хотел, който е на 32 етажа с 400 стаи и вертолетна площадка върху покрива. Височината на тялото е 112 м. Останалите 2 тела са с по 18 и 24 етажа. Целият комплекс има обща разгъната застроена площ 136 300 m².
„ОББ Милениум център“ е офисната сграда от комплекса, състоящ се от 5-звезден хотел, офисна сграда и жилищна сграда в българската столица София. Той е на 2-ро място по височина в града след небостъргача „Капитал Форт“. През юни 2018 г. офисната сграда е продадена на ОББ и ДЗИ, с което придобива новото си име.
„Гранд Хотел Милениум София“ е най-високата сграда от комплекса – пет-звезден конферентен хотел, който отвори врати в началото на 2020 г.